# Zeria kapangana
Zeria kapangana är en spindeldjursart som först beskrevs av Benoit 1960.  Zeria kapangana ingår i släktet Zeria och familjen Solpugidae. Inga underarter finns listade i Catalogue of Life.